# Sá (Ponte de Lima)
Sá is een plaats (freguesia) in de Portugese gemeente Ponte de Lima en telt 406 inwoners (2001).

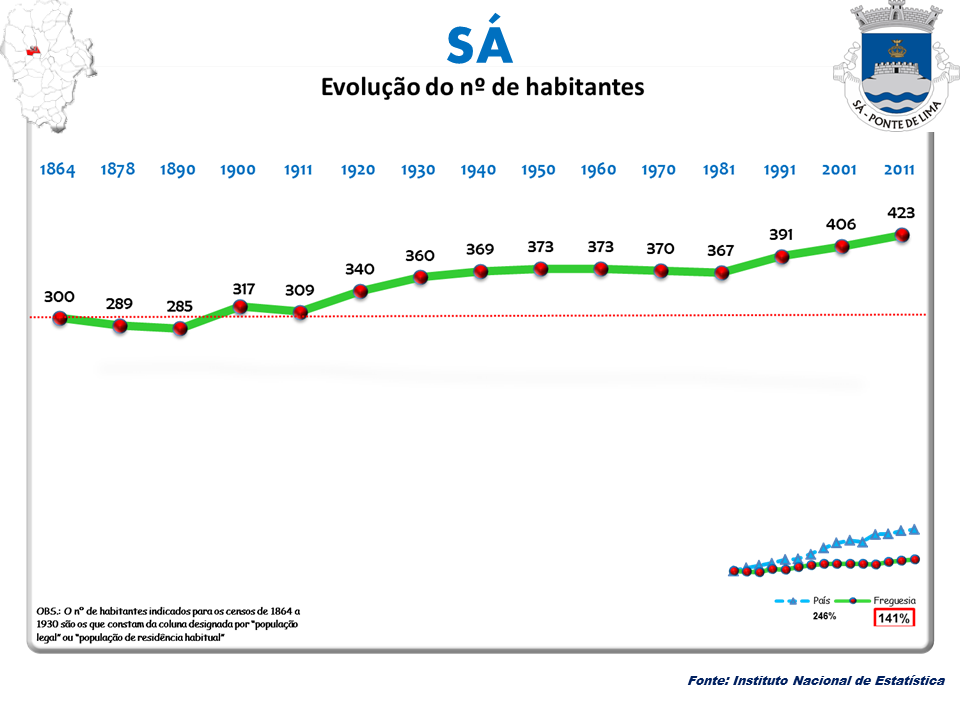
Bevolkingsontwikkeling tussen 1864 en 2011